# Rothenditmold
Rothenditmold, Kassel-Rothenditmold – okręg administracyjny Kassel, w Niemczech, w kraju związkowym Hesja. W 2010 roku okręg zamieszkiwało 6 516 mieszkańców.